# Inspiration4
Inspiration4 was een ruimtetoeristische ruimtevlucht met Crew Dragon Resilience gecharterd door Jared Isaacman. De lancering vond plaats op 16 september 2021 en de vlucht heeft zo’n drie dagen geduurd. Het was de eerste volledig private orbitale ruimtevlucht ooit.

## Crew Dragon
Terwijl de Crew Dragon bedoeld is voor transport van en naar het ISS is deze vlucht hier niet naar toe gereisd. Wel zijn enkele wetenschappelijke experimenten uitgevoerd omdat er voor het eerst sinds lange tijd een bemande vlucht op een hoogte van 585 kilometer boven de Aarde kwam (45 km hoger dan de baan van ruimtetelescoop Hubble) waar het stralingsprofiel anders is dan op de hoogte van het ISS. Er zijn na het Apolloprogramma slechts zeven bemande vluchten (alle spaceshuttlevluchten) op die hoogte of iets hoger geweest. 
De Crew Dragon is voor deze vlucht aangepast door op de locatie van de koppelpoort (bedoeld voor aansluiting met het ISS) een glazen koepel te plaatsen, van waaruit de bemanning een panoramazicht heeft.

## Bemanning
Isaacman, miljardair en chief executive officer (CEO) van Shift4 Payments, heeft met de vlucht geld opgehaald voor het St Jude Children's Research Hospital in Memphis. Hij was zelf gezagvoerder aan boord van de Crew Dragon en heeft de drie andere plaatsbewijzen op verschillende manieren beschikbaar gesteld. Twee hiervan gingen naar personen die bij het kinderziekenhuis betrokken zijn. De eerste hiervan is 29-jarige Hayley Arceneaux, een assistent-arts en ex-kinderkankerpatiënt met een dijbeenprothese. Zij werd de jongste Amerikaan in de ruimte. De andere ging naar Christopher Sembroski, een donateur van St-Jude, via een indirecte selectie; door te participeren in een inzamelingsactie was hij een van de gegadigden, maar uiteindelijk werd Kyle Hippchen, een vriend van hem, via loting geselecteerd. Die was echter zwaarder dan de maximale 113 kilogram waarmee men in een Crew Dragon mag vliegen waarop hij besloot zijn stoel aan Sembroski te schenken.
Het vierde plaatsbewijs werd via een competitie gelijkend aan het tv-programma Dragons' Den, waarbij een panel van bekenden uit de industrie en media de kandidaten beoordelen. Dit waren Marc Benioff (CEO van Salesforce), Stephanie Mehta (hoofdredacteur van tijdschrift Fast Company, Mark Rober (videomaker op YouTube en voormalig NASA-engineer) en Jon Taffer (ondernemer in de horeca en technologie-sector en tv-persoonlijkheid). Uiteindelijk werd Sian Proctor gekozen, een hoogleraar geologie die al eerder betrokken was bij een ruimteprogramma van NASA in 2009, maar niet door de laatste selectie kwam. 
De vlucht werd op 1 februari 2021 aangekondigd en op 7 februari 2021 werd er meer bekendheid aan gegeven met een reclamespot tijdens de Super Bowl. Op 25 maart 2021 waren de winnaars uitgekozen en daarvan op de hoogte gesteld maar nog niet bekendgemaakt. Op 30 maart werden hun namen bekendgemaakt. Netflix maakt een documentaireserie genaamd "Countdown: Inspiration 4" over de vlucht en de voorbereiding waarvan het eerste deel in de week voor de lancering werd gepubliceerd.
| Positie            | Ruimtevaarder                                                                                              |
| ------------------ | --- |
| Gezagvoerder       | Jared Isaacman, (callsign "Rook") privaat 1e ruimtevlucht                                                  |
| Piloot             | Dr. Sian Proctor (callsign "Leo"), winnaar Shift4-voorspoedscompetitie, privaat 1e ruimtevlucht            |
| Medisch specialist | Hayley Arceneaux (callsign "Nova"), privaat 1e ruimtevlucht                                                |
| Missiespecialist   | Chris Sembroski (callsign "Hanks"), voorgedragen door winnaar donateurscompetitie, privaat 1e ruimtevlucht |

## Vluchtvoorbereiding
Voor deze vlucht weken een aantal gebeurtenissen af van Crew Dragon-vluchten voor NASA. Zo verzamelde de bemanning in Hangar-X een van de hangars van SpaceX aan Robertsroad op het Kennedy Space Center waar Falcon 9-raketten worden opgeslagen. De Crew vertrok daarop naar een suit up room van SpaceX’s nieuwe Falcon Support Building net buiten de hekken van Lanceercomplex 39A in plaats van naar NASA’s suit up room in het Astronaut Crew Quarters. Wel werden dezelfde auto's gebruikt (Tesla Model X) voor het vervoer van de bemanning.

## Ruimtevlucht
De lancering vond plaats op 16 september 2021 en de Crew Dragon-capsule keerde drie dagen later op 19 september terug op Aarde.
Tijdens de vlucht werd contact gemaakt met een aantal jonge patiënten van St-Jude en ook was er een korte livestream vanuit de Crew Dragon. 
Tijdens de vlucht deed zich een defect voor; een pijp van het toiletsysteem brak af waardoor urine in de ruimte onder de vloerpanelen van de Crew Dragon terecht kwam in plaats van in de daarvoor bestemde tank. De bemanning merkte daar overigens niets van. Nadat dit probleem na afloop van de vlucht was ontdekt, werd Crew Dragon Endeavour, die op dat moment aan het ISS was gekoppeld voor missie USCV-2, onderzocht en ook daar bleek zich hetzelfde probleem te hebben voorgedaan. Voor de volgende Crew Dragon-vlucht had SpaceX een verbeterde afvoerpijp ontworpen die niet is vastgelijmd maar vastgelast.
Na afloop van de vlucht bleef de bemanning nog tot het einde van het jaar media-optredens doen en fondsenwervingsbijeenkomsten bezoeken om geld op te halen voor het St-Jude.

## Wetenschappelijk onderzoek
De bemanning voerde experimenten uit in opdracht van het Translational Research Institute for Space Health (TRISH, een onderzoeksconsortium onder leiding van het Texaanse Baylor College of Medicine) en van Weill Cornell Medicine, de medische afdeling van de Cornell-universiteit.

## Trivia
- Fotograaf John Kraus, bekend om zijn fotografie van lanceringen, deed mee aan de competitie voor een ticket maar werd niet gekozen. Hij werd echter wel door Isaacman ingehuurd als officiële fotograaf van Inspiration4. Zijn callsign was "Snap"
- Bij het bereiken van de orbitale snelheid was er een recordaantal van veertien mensen in een baan om de aarde waarvan drie in het Tiangong ruimtestation en zeven in het ISS
- Familie en vrienden van de bemanning maakten daags na de lancering een paraboolvlucht aan boord van een Vomit Comet om ook even microzwaartekracht te ervaren.
- Jared Isaacman maakte in februari 2022 de planning van nog eens drie SpaceX-ruimtevluchten onder het Polarisprogramma bekend, waarvan de eerste twee eveneens met een Crew Dragon zullen plaatsvinden.[11]
- Sian Proctor werd ruim een jaar later, in december 2022, door vice president Kamala Harris geselecteerd voor een plek in de National Space Council’s Users Advisory Group.[12]